# Jerzy Zabczyk
Jerzy Zabczyk (Douai, 29 de março de 1941) é um matemático polonês.
Obteve um doutorado em 1969 na Universidade de Gdańsk, orientado por Jerzy Zabczyk. É membro titular da Academia de Ciências da Polônia.
Foi palestrante convidado do Congresso Internacional de Matemáticos em Varsóvia (1983).

## Publicações selecionadas

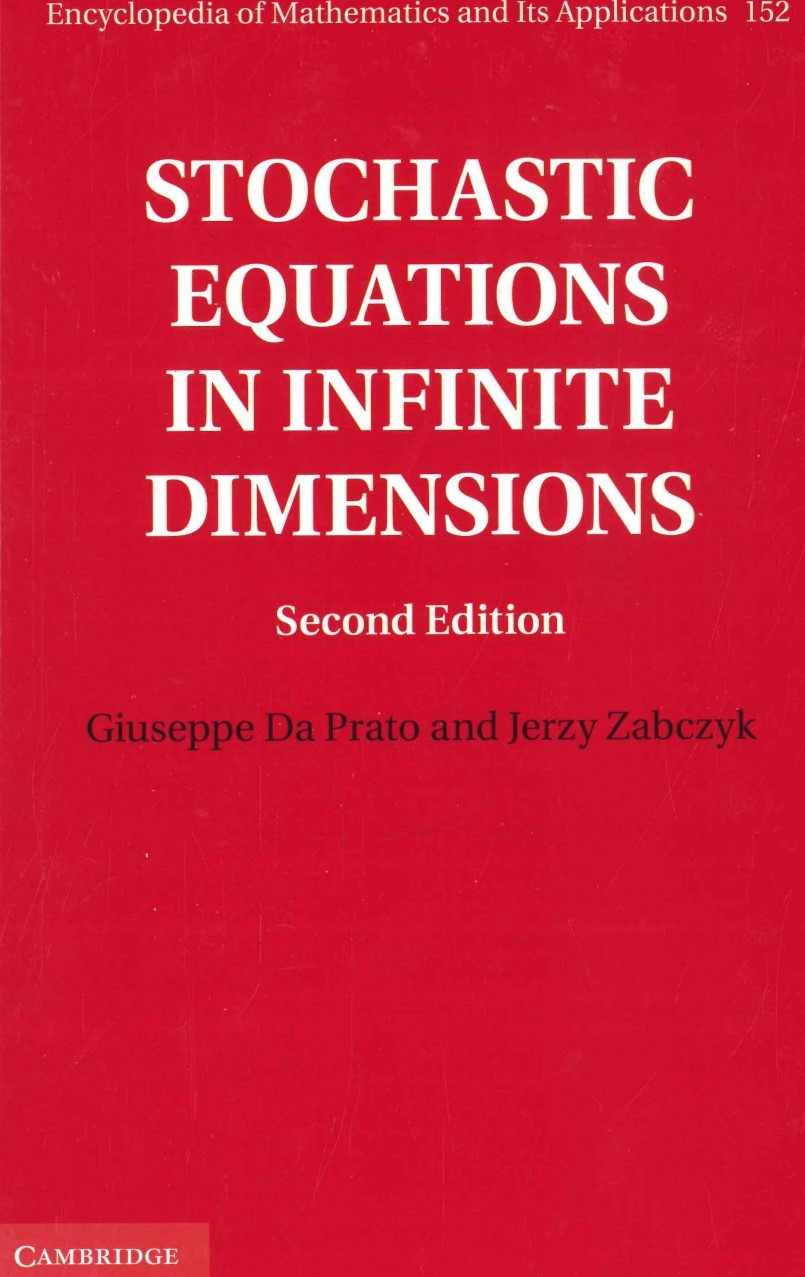
G. Da Prato, J. Zabczyk, Stochastic equations in infinite dimensions (2014)

- Mathematical Control Theory: An Introduction, Birkhäuser, 1992. Em polonês: Zarys Matematycznej Teorii Sterowania, PWN, 1991.
- Stochastic Equations in Infinite Dimensions (com G. Da Prato), Cambridge University Press, 1992.
- Ergodicity for Infinite Dimensional Systems (com G. Da Prato), Cambridge University Press, 1996.
- Chance and Decision. Stochastic Control in Discrete Time, Quaderni, Scuola Normale Superiore, Pisa, 1996.
- Second Order Partial Differential Equations in Hilbert Spaces (com G. Da Prato), Cambridge University Press, 2002.
- Stochastic Partial Differential Equations with Levy Noise (com S. Peszat), Cambridge University Press, 2007.